# جون تسوتسوس
جون تسوتسوس هو عالم حاسوب كندي تمتد أبحاثه في مجالات الرؤية الحاسوبية والرؤية البشرية والروبوتات والذكاء الاصطناعي. اشتهر بعمله في مجال الانتباه البصري، وتحديداً في إثبات الحاجة إلى الانتباه البصري في كل من الأنظمة البيولوجية والحاسوبية من خلال حجة تستند إلى التعقيد الحسابي لمعالجة المعلومات المرئية وبالتالي تطوير إطار عمل حسابي للانتباه البصري المعروف كنموذج الموالفة الانتقائية. كما أنه معروف أيضًا بكونه رائدًا في مجال الرؤية النشطة، مع طلابه, كان أول من اقترح استراتيجيات للتعرف النشط على الأشياء والبحث البصري عن الكائن بواسطة الروبوت. لقد قدم العديد من الإسهامات في الرؤية الآلية (خاصة تفسير الحركة ، ومعالجة الألوان ، والرؤية ثنائية العينين ، وتصميم الرأس الآلي النشط وتحليل الشكل بالإضافة إلى الرؤية البشرية  والروبوتات والمجالات التطبيقية مثل أمراض القلب أو طب الأسنان والروبوتات المساعدة.